# Percy Tait
Percy Tait (Meriden, 9 de octubre de 1929 - Worcestershire, 17 de noviembre de 2019) es un expiloto de motociclismo británico, que compitió en el Campeonato del Mundo de Motociclismo, desde 1955 hasta 1976.

## Biografía

### Primeros años en el motociclismo
Nacido en una granja cerca de Meriden, Tait adquirió conocimientos útiles sobre el manejo de motocicletas durante su Servicio Nacional, cuando era miembro del Royal Corps of Signals White Helmets Motorcycle Display Team.
Tait se unió a Triumph a la edad de 21 años en 1950 en la línea de ensamblaje, pero pronto fue promovido al Departamento Experimental y su mánager Frank Baker lo alentó a correr en competiciones. Tait se unió al equipo de trabajo de Triumph y trabajó bajo la tutela de Doug Hele en el programa de desarrollo de chasis de Triumph hasta principios de la década de 1960. Se convirtió en el principal piloto de pruebas para el desarrollo de las motocicletas de tres cilindros, lo que significó un gran rodaje en todos los climas y sesiones extenuantes en MIRA y en túneles de viento. El ingeniero de triunfo Brian Jones estaba viendo la carrera de resistencia Thruxton 500 para motocicletas de producción y vio a Tait entrar en boxes después de una hora en la pista y hundir sus ampollas manos en un balde de agua. Después de esto, Jones trabajó con Hele en mejoras al chasis que dieron como resultado una victoria en la TT Isla de Man.
Las pruebas también podrían ser un trabajo peligroso y se rompió la clavícula cuando se cayó de un prototipo de Triumph cuando la caja de cambios se incautó en TT Isla de Man de 1968.

### Carrera como piloto
En la 1969, en la pista de carreras Spa-Francorchamps, Tait estaba montando una Triumph para la carrera de 500cc. Luchó con el campeón mundial Giacomo Agostini durante tres vueltas para terminar segundo a MV Agusta a una velocidad promedio de 116 mph. También en 1969, hizo equipo con Malcolm Uphill para ganar la carrera de resistencia de Thruxton 500.
'Slippery Sam' fue una de las tres motocicletas similares que Triumph que diseñó para la TT Isla de Man de 1970, una de las cuales, montada por Malcolm Uphill, ganó la carrera a 97.71 millas por hora. El nombre de Slippery Sam fue adquirido durante la carrera de la Bol d'Or de 1970 en Francia cuando una bomba de aceite defectuosa cubrió Tait con aceite de motor. En 1971, Tait y Ray Pickrell ganaron la Bol d'Or.

Tait fue contratado por Suzuki en 1976 para desarrollar la moto de 500 cc que pilotaría Barry Sheene. En 1976, Tait ganó la categorías de 750 de la North West 200. Continuó compitiendo con dos tiempos y 'Slippery Sam' a sus cuarenta y tantos años, pero dejó de competir después de un accidente grave en el corredor de producción 'Son of Sam' en el Production TT de 1976.

### Retirada
Tait estableció un exitoso negocio de concesionario Suzuki después de que la fábrica de Meriden cerrara hasta 2002.
Tait se convirtió en un campeón criador de ovejas, ganando el Royal Show de Inglaterra, el Royal Welsh Show y el Scotland Royal Highland Show con su Blue Demaine y el campeón Rouge Shearling. Su granja Worcestershire es el hogar de la manada de Knighton.

## Resultados en el Mundial de Velocidad
Sistema de puntuación desde 1950 hasta 1968:
| Posición | 1 | 2 | 3 | 4 | 5 | 6 |
| Puntos   | 8 | 6 | 4 | 3 | 2 | 1 |

Sistema de puntos desde 1969 a 1987:
| Posición | 1.º | 2.º | 3.º | 4.º | 5.º | 6.º | 7.º | 8.º | 9.º | 10.º |
| Puntos   | 15  | 12  | 10  | 8   | 6   | 5   | 4   | 3   | 2   | 1    |

| Año  | Categoría | Equipo        | 1       | 2       | 3       | 4       | 5       | 6       | 7      | 8     | 9     | 10      | 11    | 12      | Puntos | Pos. |
| ---- | --------- | ------------- | ------- | ------- | ------- | ------- | ------- | ------- | ------ | ----- | ----- | ------- | ----- | ------- | ------ | ---- |
| 1955 | 250cc     | Velocette     |         |         | IOM -   | GER -   |         | NED -   | ULS 8  | NAT - |       |         |       |         | 0      | -    |
| 1955 | 350cc     | AJS           |         | FRA -   | IOM 15  | GER -   | BEL -   | NED -   | ULS 12 | NAT - |       |         |       |         | 0      | -    |
| 1955 | 500cc     | Norton        | ESP -   | FRA -   | IOM Ret | GER -   | BEL -   | NED -   | ULS 8  | NAT - |       |         |       |         | 0      | -    |
| 1957 | 350cc     | Norton        | GER -   | IOM 24  | NED -   | BEL -   | ULS -   | NAT -   |        |       |       |         |       |         | 0      | -    |
| 1957 | 500cc     | Norton        | GER -   | IOM Ret | NED -   | BEL -   | ULS -   | NAT -   |        |       |       |         |       |         | 0      | -    |
| 1961 | 125cc     | Ducati        | ESP -   | GER -   | FRA -   | IOM Ret | NED -   | BEL -   | RDA -  | ULS - | NAT - | SWE -   | ARG - |         | 0      | -    |
| 1961 | 350cc     | AJS           |         | GER -   |         | IOM 17  | NED -   |         | RDA -  | ULS - | NAT - | SWE -   |       |         | 0      | -    |
| 1961 | 500cc     | Matchless     |         | GER -   | FRA -   | IOM Ret | NED -   | BEL -   | RDA -  | ULS - | NAT - | SWE -   | ARG - |         | 0      | -    |
| 1965 | 250cc     | Royal Enfield | USA -   | GER -   | ESP -   | FRA -   | IOM Ret | NED -   | BEL -  | RDA - | CZE - | ULS -   | FIN - | NAT -   | 0      | -    |
| 1966 | 250cc     | Royal Enfield | ESP Ret | GER -   | FRA -   | NED -   |         | RDA -   | CZE -  | FIN - | ULS - | IOM -   | NAT - | JPN -   | 0      | -    |
| 1967 | 500cc     | Triumph       |         | GER -   |         | IOM -   | NED -   | BEL -   | RDA -  | CZE - | FIN - | ULS Ret | NAT - | CAN -   | 0      | -    |
| 1968 | 500cc     | Triumph       | GER -   | ESP -   | IOM Ret | NED -   | BEL -   | RDA -   | CZE -  | FIN - | ULS 4 | NAT -   |       |         | 3      | 20.º |
| 1969 | 500cc     | Triumph       | ESP -   | GER -   | FRA Ret | IOM -   | NED Ret | BEL 2   | RDA -  | CZE - | FIN - | ULS Ret | NAT - | YUG Ret | 12     | 21.º |
| 1970 | 500cc     | Seeley        | GER -   | FRA -   | YUG -   | IOM -   | NED -   | BEL -   | RDA -  | CZE - | FIN - | ULS 3   | NAT - | ESP -   | 10     | 16.º |
| 1971 | 500cc     | Seeley        | AUT -   | GER -   | IOM -   | NED -   | BEL -   | RDA -   |        | SWE - | FIN - | ULS 4   | NAT - | ESP -   | 8      | 22.º |
| 1975 | 350cc     | Yamaha        | FRA -   | ESP -   | AUT -   | GER -   | NAT -   | IOM 25  | NED -  |       | SWE - | FIN -   | CZE - |         | 0      | -    |
| 1975 | 500cc     | Yamaha        | FRA -   | AUT -   |         | GER -   | NAT -   | IOM Ret | NED -  | BEL - | SWE - | FIN -   |       |         | 0      | -    |
| 1976 | 500cc     | Suzuki        | FRA -   | AUT -   | NAT -   |         | IOM Ret | NED -   | BEL -  | SWE - | FIN - | CZE -   | GER - |         | 0      | -    |